# Kitsune (EP)
Kitsune es el primer EP de la banda de post rock Marriages. Fue lanzado el 1 de mayo de 2012 a través del sello Sargent House. El título del EP, "Kitsune" hace referencia al espíritu del zorro en la mitología japonesa. La portada del EP muestra a una mujer transformándose en un espíritu de zorro y regresando a su forma original.

## Lista de canciones
| N.º | Título                | Duración |  |
| 1.  | «Ride In My Place»    | 3:28     |  |
| 2.  | «Body of Shade»       | 3:43     |  |
| 3.  | «Ten Tiny Fingers»    | 5:06     |  |
| 4.  | «Pelt»                | 3:06     |  |
| 5.  | «White Shape»         | 3:40     |  |
| 6.  | «Part the Dark Again» | 6:54     |  |

| Japanese import bonus track |            |          |  |
| N.º                         | Título     | Duración |  |
| 7.                          | «Pyramids» | 4:47     |  |

## Créditos
Según AllMusic.
- Dave Clifford - batería, guitarra adicional en "Pelt"
- Emma Ruth Rundle - voz, flauta, guitarra, piano, arte de la portada, fotografía
- Greg Burns - bajo, diseño, fotografía, teclado
- JJ Golden - masterización de audio en Golden Mastering
- Toshi Kasai - ingeniería de audio, mezclas en Entourage Studio